# Golfo Tartéssico

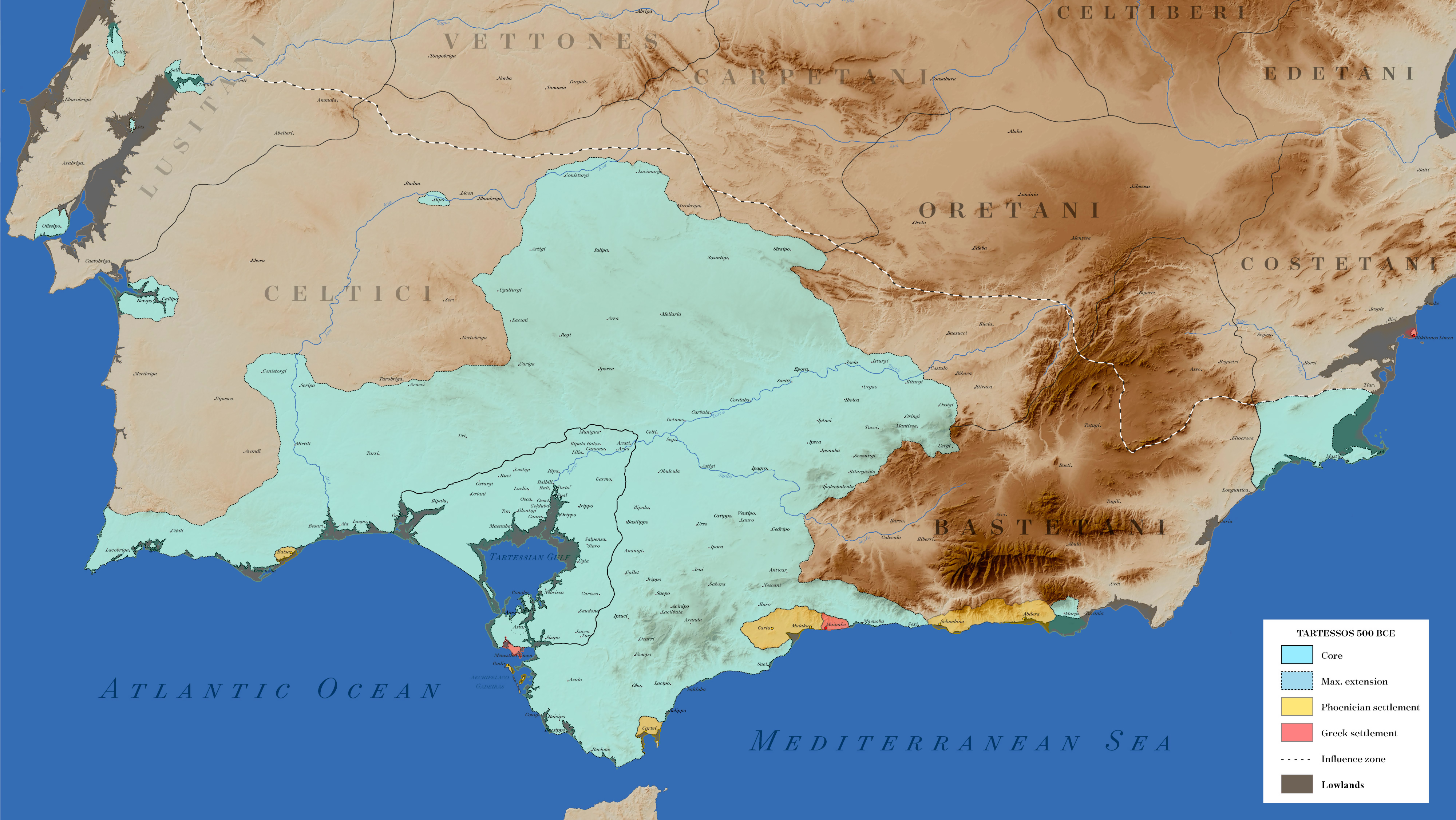
Extensión de Tartessos en 500 a. C. en la que se observa el golfo Tartésico

El golfo Tartésico o Tartéssico era una gran bahía marina situada en el antiguo estuario  del río Guadalquivir, conocido en la época del Bronce Final como río Tartessos, los griegos además lo llamaron Baetis  nombre que también se usó en época romana, para los visigodos  este río fue conocido como  Betis.

## Historia
Esta bahía conectaba al norte con el lago Ligur o lago Ligustinus.
Los topónimos Lago Ligustino, Golfo Tartésico y Golfo Atlántico nos han llegado gracias al poema Ora Maritima de R. F. Avieno , un escritor del siglo IV d. C. que escribe siguiendo documentos referidos al siglo VI a. C. Hay que considerar además que Avieno personalmente visitó la provincia romana Bética .
La existencia de una ensenada marina (i.e. lago salado), que ocupaba la actual Marisma del Guadalquivir, era una realidad prácticamente hasta el s. I d. C. El área nuclear de la cultura tartésica ocupaba principalmente el Bajo Guadalquivir, por ello  la evolución geomorfológica de este estuario es de vital importancia para conocer Tarteso , teniendo en cuenta el extraordinario dinamismo geológico e histórico de ese sector de la Andalucía atlántica (Caro Bellido 2002). Existe una indefinición o confusión entre los términos  de la obra de Avieno  pues en su visita confundió la ciudad de Tarteso con Gades y ya para su tiempo en el s. IV d. C. el paisaje del estuario del río Betis-Tarteso había cambiado sustancialmente respecto al siglo V a. C. momento al que se refiere la Ora Marítima . Entonces la anterior desembocadura del Guadalquivir en el siglo V a. C. se encontraba no como actualmente en Sanlúcar de Barrameda como en la actualidad sino a la altura de Coria del Río.

## Evolución geomorfológica
Al principio del periodo Calcolítico, se tiene un ambiente marino que progresivamente para la plana de Sevilla tiene carácter mareal con marismas (Lacus Ligustinus). En periodo del Bronce Final (tartésico) las planicies encharcables constituida los islotes (alfaques) que van progresando hacia la paleodesembocadura y un delta a la altura de Coria del Río se va extendiendo hacia el sur donde se halla el Sinus Tartessii, al mismo tiempo avance de la flecha litoral va cerrando progresivamente la boca de esta ensenada marina o Golfo Tartésico con salida al Atlanticus Sinus (Golfo de Cádiz). En el Periodo Turdetano-Romano la llanura aluvial de la Plana de Sevilla va consolidándose, el río Betis alcanza un carácter anastomosado con múltiples brazos, se va afianzando las marismas supramareales extendiéndose el delta por la superficie de la antigua ensenada marina al final de la cual queda aún un lago marino a partir de Lebrija en la designación de Pomponio Mela  como Lacus [“Beticus”] . El sistema dunar avanza hacia el interior del antiguo Golfo Tartésico en lo que es hoy el parque de Doñana (Borja Barrera 2018). Simultáneamente se produce el avance de la flecha litoral desde el oeste (Punta de Malandar) y la contraflecha en el este “tómbolo de la Algaida”

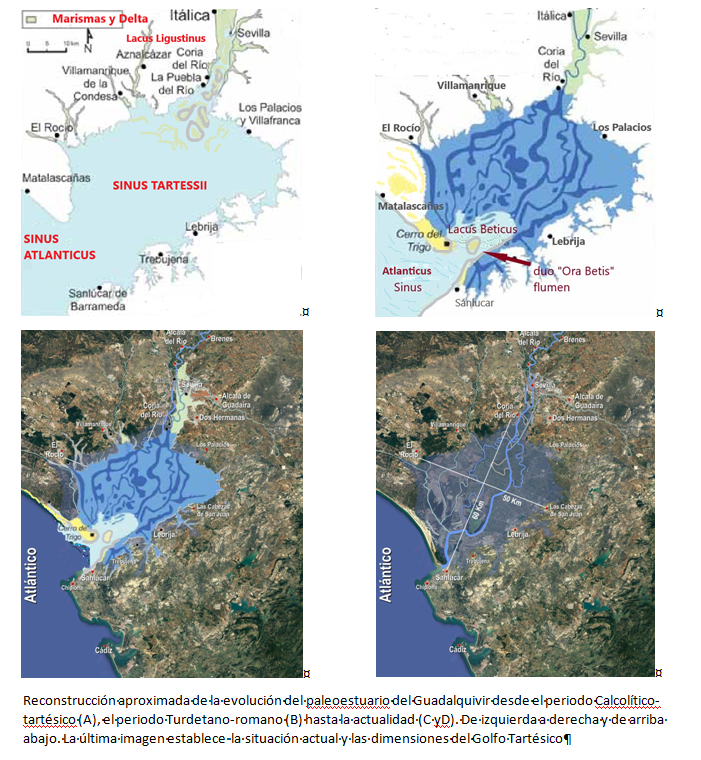